# Telkkäsaari (ö i Norra Österbotten)
Telkkäsaari är en ö i Finland. Den ligger i sjön Jongunjärvi och i kommunen Pudasjärvi i den ekonomiska regionen  Oulunkaari  och landskapet Norra Österbotten, i den centrala delen av landet, 600 km norr om huvudstaden Helsingfors. Öns area är 4,6 hektar och dess största längd är 430 meter i sydöst-nordvästlig riktning.